# Antonio Delfino (Schiff)
Das Kombischiff Antonio Delfino des La Plata-Dienstes der Reederei Hamburg Süd diente später unter den Namen Sierra Nevada und als britischer Truppentransporter HMTS Empire Halladale.

## Geschichte

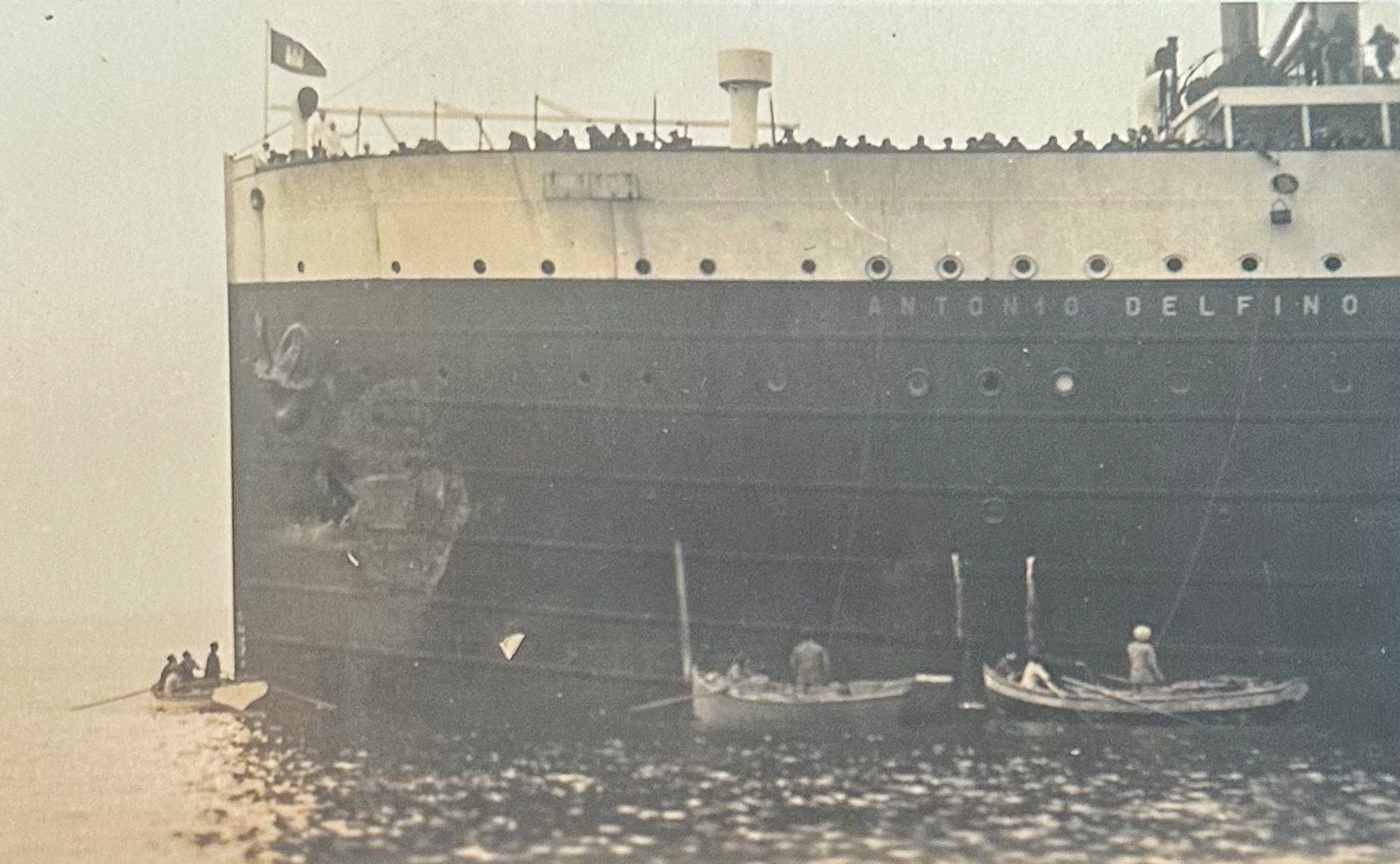
Die Antonio Delfino wird begutachtet, um die Ausmaße eines Schadens festzustellen

Die Antonio Delfino lief am 10. November 1921 auf der Vulcan-Werft in Hamburg vom Stapel und wurde im März 1922 an den Auftraggeber abgeliefert. Das Schiff war nach dem argentinischen Reeder und Makler Antonio M. Delfino (1853–1922) benannt, der ab 1894 u. a. als Agent der Hamburg Süd in Argentinien fungierte.
Ihre Jungfernreise führte das 13.589 Bruttoregistertonnen große Schiff, mit einer Kapazität von 184 Passagieren in der Ersten und 334 Passagieren in der Dritten Klasse, von Hamburg nach Brasilien. am 16. März 1922 nach Südamerika. Gemeinsam mit ihrem Schwesterschiff Cap Norte war sie bis 1932 für die Hamburg Süd im Dienst.
Von 1932 bis 1934 war das Schiff an den Norddeutschen Lloyd verchartert, die es als Sierra Nevada einsetzte. Danach wurde der Dampfer erneut als Antonio Delfino in den Südamerikadienst der Hamburg Süd eingegliedert. Zu Beginn des Zweiten Weltkriegs befand sich die Antonio Delfino im brasilianischen Bahia, von wo aus ihr im September 1939 trotz der alliierten Blockade die Rückkehr nach Kiel gelang. In den Jahren von 1940 bis 1943 lag sie als Marinewohnschiff in Kiel und Gotenhafen, wo sie ab 1944 als U-Boot-Kommandoschiff beim Kommandierenden Admiral der U-Boote genutzt wurde. Im Laufe des Unternehmens Hannibal brachte das nunmehr als Verwundetentransportschiff klassifizierte Schiff 1945 auf fünf Fahrten etwa 20.500 Menschen aus den deutschen Ostgebieten nach Westen.
Bei Kriegsende im Mai 1945 lag das Schiff in Kopenhagen. Dort übernahm das britische Ministry of War Transport (MOWT) das Schiff als Kriegsbeute. Es wurde bei John Brown & Company zum Truppentransporter umgebaut, in Empire Halladale umbenannt und ab 31. August 1946 wieder in Fahrt gesetzt. Nach weiteren zehn Jahren Dienstzeit wurde die Empire Halladale schließlich 1956 an die Abbruchwerft Arnott Young im schottischen Dalmuir verkauft und dort verschrottet.

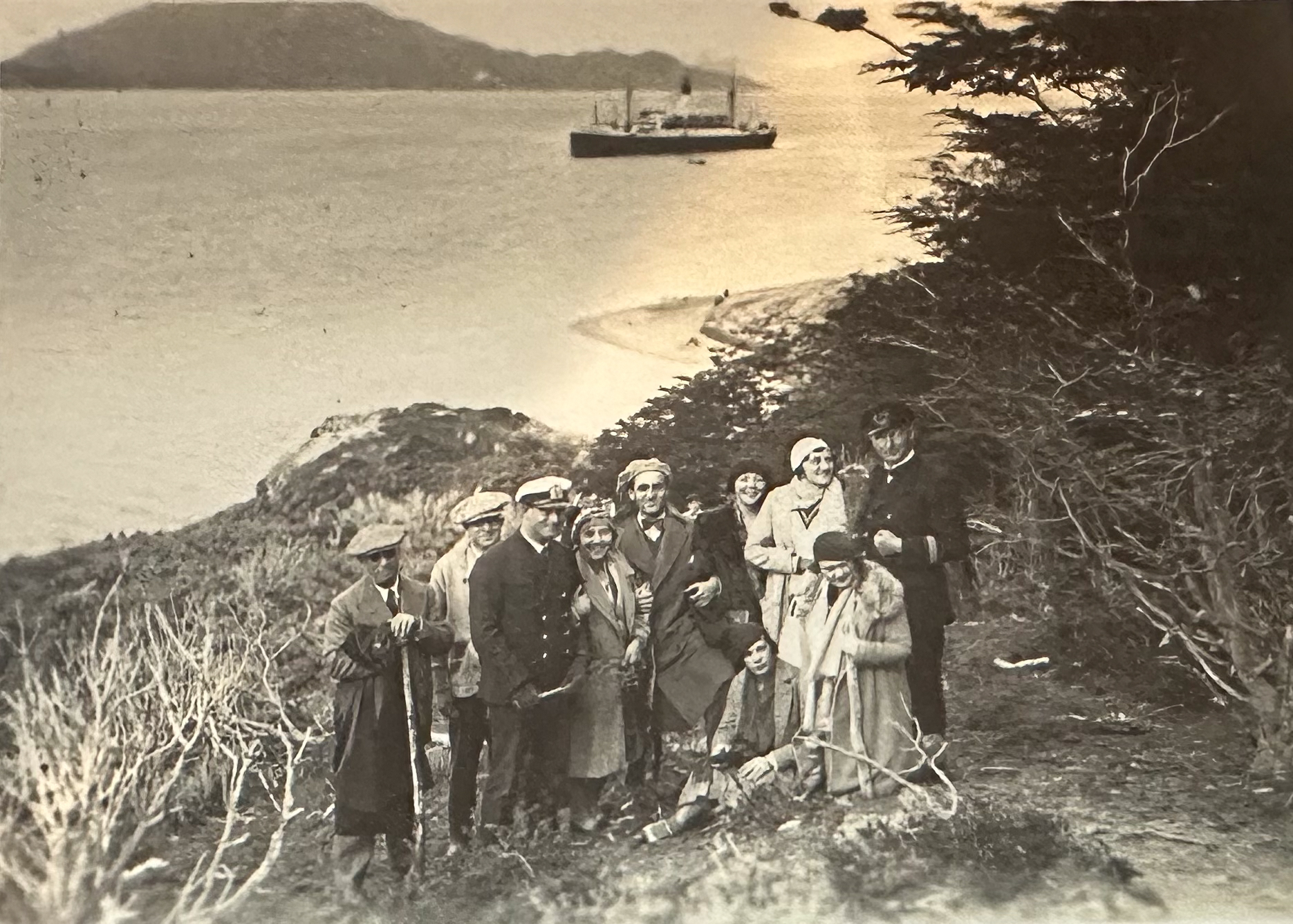
Die Antonio Delfino in ihrer Zeit als Sierra Nevada, bei Landgang